# Mersey
Il Mersey è un fiume inglese che sfocia nella baia di Liverpool. Per secoli ha costituito parte del confine tra le contee storiche del Lancashire e del Cheshire.

## Etimologia
Il suo nome deriva dall'inglese antico e significa "fiume di confine", forse in riferimento al fatto che era un confine tra gli antichi regni di Mercia e Northumbria.

## Descrizione
Il Mersey nasce alla confluenza del fiume Tame e del fiume Goyt a Stockport. Scorre verso ovest attraverso i sobborghi meridionali di Manchester, poi entra nel Manchester Ship Canal a Irlam, diventando parte del canale e mantenendone i livelli d'acqua. Dopo 6,4 km il fiume esce dal canale e scorre verso Warrington, dove il fiume si allarga. Poi si restringe passando tra le città di Runcorn e Widnes. Oltre Runcorn il fiume si allarga in un grande estuario, che nel punto più largo, vicino a Ellesmere Port, misura 4,8 km. Il fiume gira poi verso nord, mentre l'estuario si restringe tra Liverpool e Birkenhead, nella penisola di Wirral, a ovest, e sfocia nella baia di Liverpool.